# Diaulota submarina
Diaulota submarina (лат.) — вид коротконадкрылых жуков рода Diaulota из подсемейства Aleocharinae. Встречаются по тихоокеанскому побережью Японии (Хонсю, Сикоку, Рюкю). Обитают в приливно-отливной литоральной зоне скалистых берегов.

## Описание
Жуки-стафилиниды мелкого размера, длина тела 2,5—2,9 мм. Основная окраска красновато-коричневая с черновато-коричневыми брюшными тергитами VI-VII. От близких видов отличается следующими признаками: антенномеры 6—10 поперечные; передний край лабрума округлый; лабиальный пальпомер 1 шире 2; апикальный отросток срединной доли узкий; апикальный внутренний склерит крупные и многоугольные; лабрум крупный; мандибулы более вытянутые; лабиальные пальпы с 3 отчётливыми члениками; лигула с 2 мелкими волосками; метум с более мелкой передней эмаргинацией. Формула члеников лапок 4-4-4. У этого вида, как и у других видов Diaulota, наблюдается половой диморфизм по размеру (крупнее самцы) и форме головы (расширяется кпереди у самцов, но более или менее параллельна у самок). Задние крылья отсутствуют.